# بصريات المعادن

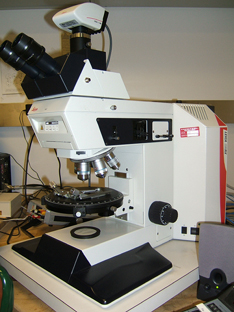
المجهر البتروغرافي المستخدم في البحث للخصائص البصرية للمعادن.

علم بصريات المعادن هو أحد الفروع الرئيسية في علم الجيولوجيا الذي يختص بدراسة المعادن والصخور، وذلك بقياس خصائصها البصرية، وغالبا ما تتم دراسة الخصائص البصرية للمعادن والصخور عن طريق تحضير عينات من الحبيبات الملصقة أو الشرائح الرقيقة أو القطاعات المصقولة، وفحصها بالمجهر المستقطب (المجهر البتروغرافي)، وتعد أهمية دراسة السمات الضوئية للمعادن في تحديد التركيب المعدني للمواد الجيولوجية من أجل المساعدة في الكشف عن أصلهم وتطورهم.
يعد العالم وليام نيكول هو أول من قام بإعداد شريحة رقيقة من المواد المعدنية، وأول من قام بتطبيق الفكرة هو العالم هنري ثرونتون وذلك في 1831.

## إعداد العينات والشرائح المجهرية
إن العينة المستخدمة للدراسة بالمجهر البتروغرافي يكون حجمها حوالي 30 ميكرومتر تقريبا، والعينات المستخدمة لدراسة خواصها البصرية تشمل الحبيبات المفككة، والشرائح الرقيقة، والشرائح المصقولة على المسرح المغزلي بالميكروسكوب البتروجرافي. حيث أن جميعهم يتم استخدامهم لفحص المعادن الشفافة وذلك من خلال الضوء النافذ (وهو الضوء الذي يمر خلال العينة من الأسفل)، وتستخدم الشرائح المصقولة لدراسة وفحص المعادن المعتمة باستخدام الضوء المنعكس (وهو الضوء الذي يتم الموجه للسطح العلوي للمعدن من مصدر إضاءة رأسي ثم ينعكس على عين المشاهد).

## المجهر

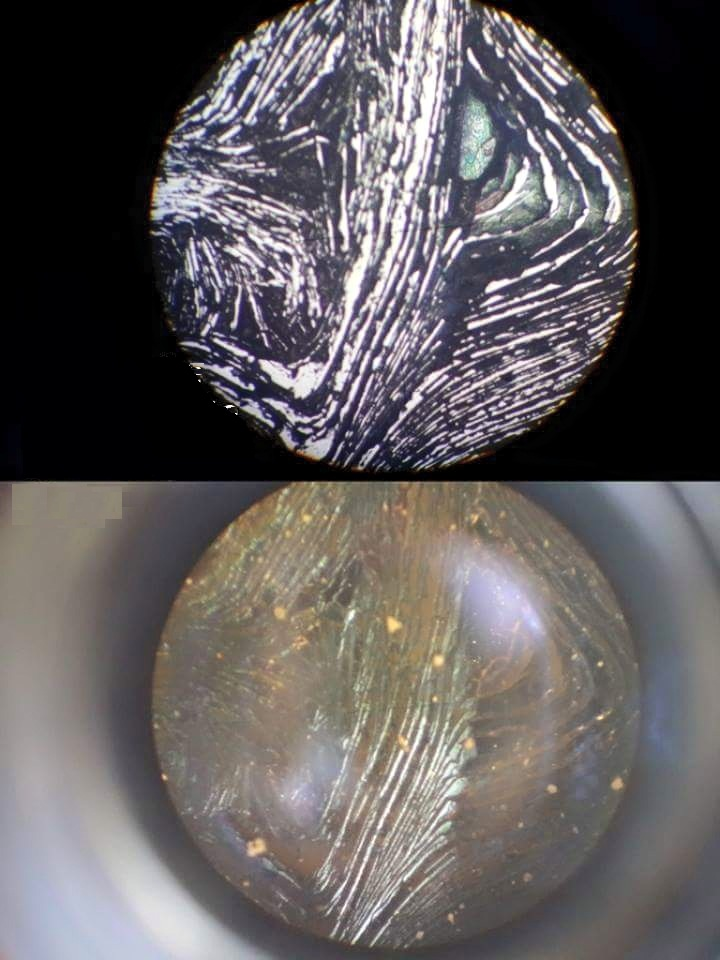
صورة مجهرية لمعدن السبيكيلوارايت، الصورة العلوية للمعدن تحت الضوء المستقطب والسفلية تحت الضوء العادي.

يستعمل المجهر البتروغرافي المستقطب لدراسة الشرائح الرقيقة للصخور والمعادن، وكذلك في دراسة حبيبات المعادن المغمورة في السوائل، كما أن المجهر البتروجرافي يستعمل أيضا في دراسة أشياء أخرى مثل معامل الكيمياء وعلم الفلزات وعلم التربة وعلم الأدوية، وعلى الرغم من وجود أنواع مختلفة من المجاهر إلا أنها تشترك في نفس التصميم وأسس العمل.
يكون مسرح المجهر البتروجرافي مستدير يمكن دورانه باليد حول محور رأسي وحافة المسرح مدرجة بـ 360 درجة ويكون مثبت بجانبه ورنية لقياس زاوية الدوران، ويوجد به أيضا منشوران من نوع نيكول حيث أن أحدهما أسفل المسرح ويعرب بالمستقطب، والآخر فوق العدسة الشيئية ويعرف بالنيكول العلوي أو المحلل، بالإضافة لوجود عدسة تعرف باسم عدسة برتراند توجد بمكان متوسط بين عينية الميكروسكوب والمحلل، ويمكن إزاحتها عن مسار الضوء. كما يوجد تحت المسرح مجموعة العدسات المجمعة وهي مركبة من عدة عدسات والتي يمكن خفضها أو رفعها في مسار الضوء.

## الخواص البصرية للمعادن
بعض المعادن عديمة اللون وشفافة (كوارتز، كالسايت، فيلدسبار، مسكوفايت، إلخ)، بينما أخرى لها ألوان مثل اللون الأصفر أو البني (تورمالين، بيوتايت)، واللون الأخضر (ديوبسايد، هورنبليند، كلورايت)، واللون الأزرق (غلوكوفاين)، واللون الوردي أو الأحمر الفاتح (غارنيت)، إلخ. نفس المعدن قد يتواجد بألوان مختلفة، في نفس الصخور أو صخور مختلفة، وهذه الألوان قد تترتب في نطاقات موازية لسطوح البلورات. التورمالين قد يكون بني، أصفر، وردي، أزرق، أخضر، بنفسجي، رمادي، أو عديم اللون وشفاف، لكن كل معدن له ميزة واحدة أو أكثر.
أشكال البلورات تحدد بشكل عام كيفية مظهر وجود المعدن على الشريحة الرقيقة التي يتم مشاهدة محتواها بالمجهر المستقطب، إذا كان المعدن له واحد أو اثنان من سطوح الفصام مثلاً فإنه قد يحمل بشكل واضح مظاهر تشبه التشققات لكنها مستقيمة ومتوازية.

### المعادن أحادية المحور
المعادن أحادية المحور تنتمي لأنظمة الرباعي والسداسي والثلاثي.
يمكن استخدام انشقاق معيني من الكالسايت لتوضيح بعض الصفات البصرية للمعادن أحادية المحور، حيث أنه إذا وضعت تلك الشريحة على نقطة سوداء فإنها تظهر لها صورتان كل منهما تتكون من ضوء مستقطب مستوى يتذبذب عموديا على الآخر، إذا أديرت شريحة معدن الكالسايت حول محور رأسي فإن إحدى النقطتين بقى ساكنة وتدور الأخرى مع الكالسايت حول النقطة الساكنة، وتسلك صورة النقطة التي تتحرك طريقا مختلفا عن مسارها في المادة الأيزوتروبية، لذلك يسمى الشعاع الذي يمثلها بالشعاع الغير عادي، تتكون النقطة الساكنة من ضوء يكون له سلوك كما لو كان في مادة أيزوتروبية. لذلك يسمى الشعاع الذي يمثلها بالشعاع العادي، ويقع متجه ذبذبة الشعاع العادي في المستوى {001}، ويكون عموديا على المحور البلوري (ج) ويتذبذب الشعاع غير العادي دائما بشكل عمودي على المحور (ج).
من ناحية أخرى إذا استخدمت شريحة من الكالسايت وقطعت في اتجاه عشوائي ووضعت على النقطة فإن صورتين للنقطة تظهران في جميع الأوضاع، ماعدا عندما تقطع الشريحة كي يمر الضوء موازيا للمحور (ج)، فعندما يمر الضوء خلال المحور (ج) فإنه يعطي صورة واحدة ولا يصبح الضوء مستقطبا. لهذا فإن المحور (ج) ينطبق على المحور البصري.

### المعادن ثنائية المحور
وهي المعادن التي تشمل أنظمة كلاً من أنظمة المعيني القائم والأحادي الميل والثلاثي الميل، وهذه الأنظمة أقل تماثلا من المعادن الأحادية وتبين تغيرا في التركيب البلوري والرابطة الكيميائية في كل الاتجاهات، ولوصف صفاتها البلورية فإنه من الضروري تحديد أطوال الخلية في الوحدة في اتجاهات المحاور البلورية ولدراسة خواصها البصرية، فإنه من الضروري تحديد أطوال الخلية الوحدة في اتجاهات المحاور البلورية، ولدراسة الخواص البصرية فمن الضروري تحديد ثلاث معاملات انكسار مختلفة. ولقد تم استخدام العديد من الاصطلاحات لتعريف معاملات الانكسار الأساسية الثلاثة.
يجب الأخذ في الاعتبار استخدام معاملات الانكسار الثلاثة لوصف بصريات المعادن الثنائية المحور، وذلك لأن الضوء الذي يدخل المعادن ثنائية المحور يحدث له انكسار إلى شعاعين أحدهما يمثل شعاعا سريعا والأخر شعاعا بطيئا، كما أن تعبير (عادي/غير عادي) لا يستخدم في المعادن الثنائية المحور. فكلا الشعاعين يسلك كشعاع غير عادي كما مع المعادن أحادية المحور، وحيث أن كلا الشعاعين غير عادي، فإن هناك نوعان أيضا من الأشعة تسير خلال المعادن ثنائية المحور وهما (الشعاع البطيء والشعاع السريع).